# Euxesta costalis
Euxesta costalis är en tvåvingeart som först beskrevs av Johan Christian Fabricius 1794.
Euxesta costalis ingår i släktet Euxesta och familjen fläckflugor. Inga underarter finns listade i Catalogue of Life.